# الحرس الجمهوري (اليمن)
الحرس الجمهوري اليمنى تشكيل قديم في الجيش اليمني تم إلغائه في 19 ديسمبر 2012 ودمج وحداتها في القوات البرية كان يقودها أحمد علي عبد الله صالح نجل الرئيس السابق، كانت أبرز أعمالها المشاركة في القتال تأييداً لحكومة علي عبد الله صالح خلال ثورة الشباب اليمنية. كانت قوات الحرس كالعمود الفقري لنظام علي عبد الله صالح، وكانت الأفضل في الأسلحة والتدريب من بين كافة وحدات القوات المسلحة اليمنية.و وزارة الدفاع اشتركت في التغاضي عن ذلك من أجل ضمان ولاء الحرس.
كانت قوات الحرس تتكون من حوالي 17 لواء، منها صواريخ ودبابات وومشاة آلية، وتتوزع ألوية الحرس ويتوزع في المنطقة الوسطى، ذمار وصنعاء، ممتداً إلى الجوف وحرف سفيان، وتسانده القوات الخاصة في المهمات الصعبة.
لا تزال قوات «الحرس الجمهوري» تحسب موالية لعلي عبد الله صالح، وأقل وثوقية عند عبد ربه منصور هادي.

## التاريخ
تم إنشاء الحرس الجمهوري في 1964 من قبل النظام الجمهوري اليمني والناصري على أساس نموذج الحرس الجمهوري المصري، تم إنشاء الحرس في البداية وتدريبهم من قبل المستشارين المصريين والسوفيتيين.
أعتمد صالح في بداية حكمه على عدد من الوحدات العسكرية التي يقودها أقرباؤه وفي المقدمة منها الفرقة الأولى مدرع والتي ظلت حتى 2012 تحت قيادة علي محسن الأحمر، أحد أهم العسكريين والذي تولى احباط الانقلاب الناصري، إلا أنه بعد ذلك اتجه لبناء وحدة عسكرية أخرى هي قوات الحرس الجمهوري بقيادة الرائد (لواء في ما بعد) علي صالح الأحمر، الأخ غير الشقيق لصالح، وكانت مهمة الحرس تأمين دار الرئاسة وتنقلات الرئيس، وجرى توسيع وتطوير تلك القوات حتى أصبحت جيشاً قائماً بذاته لتشمل كافة مناطق اليمن وأنشئت وحدات جديدة تابعة لها أطلق عليها الحرس الخاص والقوات الخاصة (التي حظيت بدعم أميركي مباشر وقوي)، وجمعت كلها تحت قيادة واحدة أسندها صالح مؤخراً إلى نجله أحمد بعد عزل علي صالح الأحمر من قيادتها.
تولى أحمد علي قيادة قوات الحرس الجمهوري عام 2000 خلفاً لعلي صالح الأحمر وتولى قيادة القوات الخاصة عام 2004.

### ثورة الشباب
نقلت قناة العربية يوم 15 أكتوبر 2011 م عن اللواء على محسن الأحمر بأن 7 ألف جندي من «الحرس الجمهوري» والوحدات الأمنية الأخرى قد انضموا إلى القوات الموالية للثورة اليمنية.
وخلال أحداث الثورة نفذت قوات الأمن عدة هجمات على المظاهرات السلمية خلال ثورة الشباب اليمنية، ويسرت وقوع هجمات أخرى نفذت بواسطة عصابات مسلحة،  وتعتبر قوات الأمن المركزي اليمني التي كان يقودها نجل شقيق صالح العميد يحيى محمد عبد الله صالح، وأيضاً قوات الحرس الجمهوري التي كان يقودها أحمد علي عبد الله صالح، أكثر الضالعين في الهجمات على المظاهرات السلمية في صنعاء ومختلف مناطق اليمن.
وقالت هيومن رايتس ووتش أنها وثقت أدلة على انتهاكات جسيمة لحقوق الإنسان تورطت فيها القوات الخاضعة لقيادة أحمد علي عبد الله صالح خلال أحداث ثورة الشباب اليمنية، بما في ذلك الاعتداءات على المتظاهرين والاعتقال التعسفي والتعذيب وأعمال الاختفاء القسري، حيث وثقت هيومن رايتس ووتش 37 حالة احتجزت خلالها قوات الأمن – بما في ذلك الحرس الجمهوري - أشخاصا لأيام أو أسابيع أو شهور من دون اتهام تعرضوا خلالها للتعذيب وسوء المعاملة بما في ذلك الضرب والصعق بالكهرباء والتهديدات بالقتل أو الاغتصاب ووضعهم في الحجز الانفرادي لأسابيع أو شهور.

#### اشتباكات أرحب
أندلعت اشتباكات بين اللواء 63 واللواء 62 في مديريتي أرحب ونهم شمال شرق صنعاء، وفي 26 مايو 2011 حاصرت رجال القبائل معسكر اللواء 62 مشاة التابع للحرس الجمهوري في منطقة نهم (80 كم) شمال شرق صنعاء، في محاولة لمنعهم من الانضمام إلى القتال في العاصمة، وقال رجال القبائل أن زحفهم على المعسكر رداً على هجوم سابق منهم على قرية في المنطقة. وقال الشيخ حامد عاصم لرويترز ان مقاتليه قتلوا قائد المعسكر وأصابوا جنودا في الحرس الجمهوري بينما قتل ستة من رجاله في الاشتباك بنيران المدافع الرشاشة وقذائف صاروخية.
في 30 أغسطس 2011 قصفت قوات الحرس الجمهوري عدد من القرى في أرحب بصواريخ الكاتيوشا مع مواجهات مع القبائل المؤيدين للثورة، ونزح الآلاف من السكان إلى قرى بعيده من اماكن الاشتباكات، وتتهم السلطات رجال القبائل بالوقوف إلى جانب عناصر ارهابيه لتنفيذ عمليات ضد الجيش، في حين يقول مسلحو القبائل أنهم يدعمون الثوار المطالبين بتنحي صالح وأسرتة عن الحكم.
وفي 25 سبتمبر 2011 ، هاجم رجال القبائل المعارضة معسكر اللواء 63 مشاة ميكا (حرس جمهوري) وسيطروا عليه وقتل في الأشتباكات ما لايقل عن 11 ضابطاً وجندياً بينهم العميد عبد الله أحمد الكليبي قائد اللواء وأعتقل مسلحي القبائل 14 جندياً. وتمكنوا من السيطرة على الموقع العسكري لكنهم أنسبحوا منه بعد غارات جوية أستهدفتهم.
في 5 أكتوبر 2011 قتل القائد الجديد لمعسكر اللواء 63 حرس جمهوري العميد «حميد القاضي» في منطقة أرحب بانفجار لغم بسيارته في المعسكر، وذلك في أول يوم لتسلمة مهامه خلفاً للقائد السابق عبد الله أحمد الكليبي الذي قتل قبل أيام إبان اقتحام مسلحين قبليين مؤيدين للثورة للمعسكر. وقال محمد مبخوت، الناطق باسم قبائل أرحب إن عدد القتلى في صفوف سكان المنطقة، خلال الأشهر القليلة الماضية، بلغ أكثر من 100 شخص وأكثر من 200 جريح و13 ألف نازح في الكهوف والجبال يتكونون من 1500 أسرة.
في 19 نوفمبر 2011 هاجم رجال القبائل المعارضة معسكر اللواء 63 مشاة ميكا للمرة الثانية وكان الهجوم شاملا، وفي اليوم التالي أجرى الجيش ضربات جوية ضد المهاجمين في حين ردت المعارضة بنيران مضادة للطائرات، وبوقت متأخر من اليوم الثالث 21 نوفمبر استولت القبائل على المعسكر ومخزن كبير للأسلحة واستسلم 300-400 جندياً، وأسفر الهجوم عن مقتل 12 من مقاتلي القبائل واصابة أكثر من 40 آخرين بجروح، ومعظمهم بسبب الألغام الأرضية حول القاعدة. ولقي 20 جنديا مصرعهم أيضا.
بين 23 نوفمبر و25 نوفمبر، ضريت القوات الجوية بالطيران الحربي ونيران المدفعية معسكر اللواء 63 الذي سيطر علية مسلحي القبائل، وادعي مسؤول رفض ذكر اسمه أن ما يصل إلى 80 من مقاتلي القبائل لقوا مصرعهم.

#### معركة صنعاء 2011
مع استمرار الاشتباكات في منطقة أرحب ونهم، شهدت العاصمة صنعاء قتالاً عنيفاً بدءاً من 23 مايو 2011 بعد أن أعلن الشيخ صادق الأحمر شيخ مشائخ قبائل حاشد واحدة من أقوى القبائل في البلاد دعمه لثورة الشباب بعد أحداث جمعة الكرامة، وبدأت الاشتباكات الخفيفة بين أنصارة المسلحين وقوات الأمن والحرس الجمهوري الموالية للحكومة، وتحولت إلى «قتال شوارع»،  وقصف منزل صادق الاحمر بالمدفعية والهاون وفي اليوم الثالث من القتال، ارتفعت حصيلة قتلى المواجهات إلى 69 قتيلا وعشرات الجرحى، بينهم 51 قتيلا من أنصار الأحمر والقبائل المتضامنة وسكان المنازل المجاورة لمنزله. وهاجمت وحدات الحرس الجمهوري والقوات الخاصة بقيادة أحمد صالح المباني الحكومية في الحصبة ولكن فشلت في الاستيلاء عليها.
وفي 25 مايو 2011 توجه عدد من القادة العسكريين والأمنيين ومشائخ القبائل إلى منزل الشيخ صادق الأحمر لبحث وساطة لإيقاف المواجهات المسلحة، وأثناء تواجدهم في المنزل تم قصف المنزل بقذائف المدفعية ما أدى لإصابة ومقتل العديد من المتواجدين فيه، وفي 28 أبريل 2014 أمر النائب العام علي الأعوش التحقيق مع صالح ونجله أحمد علي عبد الله صالح، فيما يتعلق بقصف منزل صادق الأحمر، الذي أسفر عن مقتل عدة أشخاص بينهم وسطاء قبليون.

### هيكلة الجيش
قام الرئيس عبد ربه منصور هادي الذي وصل للحكم في فبراير 2012. بعملية هيكلية للجيش اليمني وشرع بإقالة العديد من القادة العسكريين المرتبطين بعلي عبد الله صالح ونجله أحمد،  وأيضاً من قاموا بتأييد الثورة ضد علي صالح من القادة العسكريين. وقام هادي بإصدار قرارات بتفكيك بعض الألوية العسكرية التابعة للحرس الجمهوري  والفرقة الأولى مدرع،  وقضفت تلك القرات بدمج وحدات من الحرس الجمهوري في القوات البرية ووحدات أخرى حولت إلى احتياط وزارة الدفاع، ودمج وحدات الفرقة الأولى مدرع في القوات البرية.
- تمرد قائد اللواء الثالث مدرع:

في 6 أبريل 2012 قام الرئيس الجديد عبد ربه منصور هادي بمحاولة لتغيير قائد اللواء الثالث مدرع التابع للحرس الجمهوري طارق محمد عبد الله صالح، أدى لتمرده لمدة 65 يوما، وفي 7 يونيو أنتهى التمرد من قبل كتائب أخرى تابعه للحرس الجمهوري تمكنت من نزع سلاح المتمردين والسيطرة على اللواء. تخلى صالح بعد ذلك عن قيادة اللواء المتمردة، ويعتبر اللواء الثالث التابع للحرس الأقوى والأفضل تجهيزا في الجيش، وتولى قيادتة عبد الرحمن الحليلي.
- اختطاف العوبلي قائد اللواء 62 :

قائد آخر موالي لصالح العميد مراد العوبلي، قائد اللواء 62 مشاة، اختطف يوم 28 يونيو 2012 م من قبل جنود تابعين للحرس الجمهوري للمطالبة برواتبهم التي أوقفت بعد أن خرجوا من صف علي عبد الله صالح واعلنوا تأييدهم للانتفاضة.
- هيكلة الجيش اليمني:

في 6 أغسطس أعلن الرئيس هادي قرار بإعادة هيكلة القوات المسلحة للحد من سلطة أحمد علي عبد الله صالح، إعادة هيكلة الجيش ضربت «الحرس الجمهوري» بقوة، وقضت بنقل ثلاثة ألوية تابعة للحرس مع قوات أخرى من الجيش إلى قوة جديدة تدعى قوات الحماية الرئاسية والتي تكون تحت الإشراف المباشر من رئيس الجمهورية.، ونقل لوائين آخرين من الحرس إلى المناطق العسكرية الجنوبية والوسطى.
و كردة فعل لمحاولات إعادة هيكلة الجيش، تظاهر حوالي 200 جندي بالسلاح من أفراد «الحرس الجمهوري» أمام مبنى العرضي مقر وزارة الدفاع بصنعاء، مما أدى إلى انتشار قوات من الجيش خشية محاولة اقتحام المبنى.
- الهجوم على وزارة الدفاع:

في 14 أغسطس 2012 قام مئات من جنود الحرس الجمهوري الموالون للرئيس السابق علي صالح بالهجوم على مقر وزارة الدفاع بصنعاء بالأسلحة الرشاشة وبالقذائف المضادة للدروع وذلك بعد أن حاصروة ، وذكر مدير مكتب قناة الجزيرة بصنعاء سعيد ثابت ان القوات الأمنية اعتقلت 40 شخصاً من قوات الحرس الجمهوري بعد هجومهم على مبنى الوزارة.
وذكرت مصادر طبية لبي بي سي أن جنديين من حراس الوزارة قتلا وأصيب 17 آخرين في حصيلة أولية للمواجهات المتقطعة التي تدور منذ صباح الثلاثاء بين قوات الشرطة العسكرية المكلفة بحماية مجمع وزارة الدفاع ومئات الجنود المسلحين من قوات الحرس الجمهوري.، وأكدت اللجنة الأمنية العليا في بيان لها أنه الجنود المقبوض عليهم وسيتم التحقيق معهم وإحالتهم إلى القضاء العسكري لينالوا جزائهم العادل.
في 15 ديسمبر 2012، وسط توترات بين وحدات «الحرس الجمهوري» والرئيس عبد ربه منصور هادي، رفض أحمد علي التخلي عن السيطرة على ألوية الصواريخ وتسليمها إلى وزارة الدفاع،  وفي 19 ديسمبر، رد الرئيس هادي بإصدار مراسيم إعادة هيكلة الجيش اليمني إلى أربعة فروع رئيسية بما فيها القوات البرية والقوات البحرية والقوات الجوية، وقوات حرس الحدود اليمنية، مما جعل مسألة قبول أحمد علي أو رفضه غير لازمه،  وذلك في محاولة من جانب الرئيس هادي لإضعاف نفوذ النخبة السياسية والعسكرية في اليمن. على الرغم من ذلك لا يزال أحمد صالح على ما يبدو جزءا من الجيش، ولكن غير واضح أين وماهو منصبه بالضبط.

### الحرب الأهلية 2015
بعد ثلاث سنوات من استقالة علي عبد الله صالح لا يزال جزء كبير من الجيش موالي له. حيث يتمتع علي عبد الله صالح ونجله أحمد علي عبد الله صالح بحصانة من الملاحقة القضائية منحت لهم بإتفاق المبادرة الخليجية مما سمح لهم بإستغلال النفوذ الواسع في الكثير من قطاعات الجيش اليمني وقادته العسكريين،  خاصة الألوية التي كانت تعرف بالحرس الجمهوري اليمني، لدعم انقلاب الحوثيين ضد الرئيس عبد ربه منصور هادي.
وقدر نفوذ صالح ونجله على الجيش بحوالي 70% من الجيش اليمني. حيث يعتبر صالح اللاعب الأهم في الصراع على السلطة بين الحوثيين وحكومة الرئيس هادي، باعتباره من الحلفاء الرئيسيين للحوثيين وأحد أهم القوى الدافعة في الصراع. وأتهمت الأمم المتحدة صالح بإثارة الفوضى في اليمن وفرضت الأمم المتحدة عقوبات ضده.
وتحارب حالياً قوات الحرس الجمهوري جنباً إلى جنب مع الحوثيين، ضد القوات العسكرية ومسلحي «المقاومة الشعبية» الموالية للرئيس عبد ربه منصور هادي في عدن والضالع وشبوة ومحافظات جنوب اليمن بالإضافة إلى مأرب وتعز. وتتعرض تلك الألوية لغارات جوية بين الحين والآخر من قبل دول التحالف خلال العمليات العسكرية ضد الحوثيين.
وتشارك بعض الوحدات العسكرية للحرس الجمهوري وقوات حرس الحدود القتال مع الحوثيين في الاشتباكات الحدودية اليمنية السعودية ومحاولات استهداف المواقع العسكرية في منطقتي نجران وجيزان على الحدود اليمنية السعودية.

## الألوية
| رقم اللواء | اللواء                  | المنطقة                  | التمركز                        | مراحل                                        | تاريخ            |
| ---------- | ----------------------- | ------------------------ | ------------------------------ | -------------------------------------------- | ---------------- |
| 1          | اللواء الأول (حرس خاص)  |                          | صنعاء                          | تم ضمهم لتشكيل الحماية الرئاسية              | في 6 أغسطس 2012  |
| 2          | اللواء الثاني حماية     |                          | صنعاء                          | تم ضمهم لتشكيل الحماية الرئاسية              | في 6 أغسطس 2012  |
| 3          | اللواء الثالث مدرع      |                          | صنعاء                          | تم ضمهم لتشكيل الحماية الرئاسية              | في 6 أغسطس 2012  |
| 22         | اللواء 22 مدرع          |                          | تعز                            | تم ضمة للمنطقة العسكرية الجنوبية (محور تعز)  | في 6 أغسطس 2012  |
| 14         | اللواء 14 مدرع          |                          | مأرب                           | تم ضمة للمنطقة العسكرية الوسطى (مأرب)        | في 6 أغسطس 2012  |
| 2          | اللواء الثالث مشاة جبلي | المنطقة العسكرية الثالثة | مأرب                           | تم ضمة للمنطقة العسكرية الوسطى (محور عتق)    | في 6 أغسطس 2012  |
| 2          | اللواء الثاني مشاة جبلي |                          | لودر - أبين                    | تم ضمة للمنطقة العسكرية الجنوبية (محور لودر) | في 6 أغسطس 2012  |
| 7          | اللواء السابع مشاة      |                          | خولان - محافظة صنعاء           | تم ضمهم لإحتياط وزارة الدفاع                 | في 10 أبريل 2013 |
| 63         | اللواء 63 مشاة ميكا     |                          | بني جرموز – نهم - محافظة صنعاء | تم ضمهم لإحتياط وزارة الدفاع                 | في 10 أبريل 2013 |
| 83         | اللواء 83 مدفعية        |                          | أرحب - محافظة صنعاء            | تم ضمهم لإحتياط وزارة الدفاع                 | في 10 أبريل 2013 |
| 102        | اللواء 102 مشاة جبلي    |                          |                                | تم ضمهم لإحتياط وزارة الدفاع                 | في 10 أبريل 2013 |
| 4          | اللواء الرابع مدرع      |                          | صنعاء - معسكر 48               | تم ضمهم لإحتياط وزارة الدفاع                 | في 10 أبريل 2013 |
| 62         | اللواء 62 مشاة          | احتياط وزارة الدفاع      | أرحب - محافظة صنعاء            |                                              |                  |
| 101        | اللواء 101 مشاة جبلي    |                          |                                |                                              |                  |
| 9          | اللواء 9 مشاة ميكا      |                          | محافظة ذمار                    |                                              |                  |
| 26         | اللواء 26 مشاة ميكا     |                          | محافظة البيضاء                 |                                              |                  |
| 55         | اللواء 55 مدفعية        |                          | محافظة إب - يريم               |                                              |                  |
| 61         | اللواء 61 مدرع          |                          | صنعاء - معسكر 48               |                                              |                  |
| 72         | اللواء 72 مشاة          |                          | سفيان صعدة                     |                                              |                  |
| 1          | اللواء 1 مدفعية         |                          |                                |                                              |                  |
| 89         | اللواء 89 مشاة ميكا     |                          | معسكر الحفاء - شرق صنعاء       |                                              |                  |

## العتاد العسكري
كانت ألوية الحرس تمتلك دبابات تي-72 وتي-80 وغيرها، ومن المدرعات وحاملات الجنود بي إم بي-3 ومدرعات محلية الصنع مثل جلال3 وقطيش-1.

## حقوق الإنسان
قالت هيومن رايتس ووتش إن قيام الرئيس هادي في 10 أبريل 2013 بإزاحة أحمد علي عبد الله صالح وعمار محمد (وكيل الأمن القومي سابقاً) وطارق محمد عبد الله صالح (قائد الحرس الخاص سابقاً) من القيادة العسكرية، كانت على صلة بالانتهاكات، يمثل خطوة مهمة في المرحلة الانتقالية في اليمن بعد الثورة. ولكن تعيينهم في مناصب من شأنها أن تمنحهم الحصانة الدبلوماسية، يعد من بواعث القلق  حيث قالت هيومن رايتس ووتش أنها وثقت أدلة على انتهاكات جسيمة لحقوق الإنسان تورطت فيها القوات الخاضعة لقيادة هؤلاء الرجال الثلاثة، بما في ذلك الاعتداءات على المتظاهرين والاعتقال التعسفي والتعذيب وأعمال الاختفاء القسري.
حيث وثقت هيومن رايتس ووتش 37 حالة احتجزت خلالها قوات الأمن – بما في ذلك الحرس الجمهوري وجهاز الأمن القومي والحرس الرئاسي الخاص – أشخاصا لأيام أو أسابيع أو شهور من دون اتهام. وقال 22 من المحتجزين السابقين لـ هيومن رايتس ووتش إنهم تعرضوا للتعذيب وسوء المعاملة بما في ذلك الضرب والصعق بالكهرباء والتهديدات بالقتل أو الاغتصاب ووضعهم في الحجز الانفرادي لأسابيع أو شهور.

## القادة
| م | القائد                 | بداية          | نهاية          | المدة          |
| - | ---------------------- | -------------- | -------------- | -------------- |
| 1 | علي صالح الأحمر        |                |                |                |
| 2 | أحمد علي عبد الله صالح | 25 مارس 2004   | 15 ديسمبر 2012 | 8 سنوات        |
| 3 | تم إلغاء الحرس         | تم إلغاء الحرس | تم إلغاء الحرس | تم إلغاء الحرس |